# 细毛鸭嘴草
细毛鸭嘴草（学名：Ischaemum indicum）为禾本科鸭嘴草属下的一个种。